# Anele Ngcongca
Anele Ngcongca  est un footballeur sud-africain né le 21 octobre 1987 à Gugulethu, Le Cap (Afrique du Sud) et mort le 23 novembre 2020 dans le KwaZulu-Natal. International à plusieurs reprises, il est sélectionné pour la Coupe du monde 2010 disputée en Afrique du Sud où il fait quelques apparitions.

## Biographie
Il est défenseur au KRC Genk depuis 2007. Avec le Racing, le défenseur sud-africain devient international, et est sélectionné pour la coupe du monde 2010 organisée dans son pays. Il remporte le titre de champion de Belgique avec Genk lors de la saison 2010-11. Il évolue en tout 279 matches pour le Racing, inscrivant 8 buts et donnant 15 passes décisives. Le 29 août 2015, il est prêté à Troyes en Ligue 1 française avec option d'achat pour la saison 2015-2016.
Après une saison en France, il retourne au pays, au Mamelodi Sundowns, où il reste 4 saisons, prenant part à une centaine de matches. 
En fin de contrat en Afrique du Sud, il retrouve de l'embauche en Belgique en septembre 2020 au club de Roulers. Mais la faillite du club prononcée quelques jours plus tard le laisse sans contrat. 
Le 23 novembre 2020, Ngongca est victime d'un accident de la route du véhicule qu'il conduit ou dont il est passager. L'accident se produit en Afrique du Sud, dans la région du KwaZulu-Natal : le conducteur perd le contrôle du véhicule sur la freeway N2 à une distance de 31 miles de Durban, dans un overturn. L'homme meurt sur place et la femme est blessée. Il est retrouvé à 30 mètres du véhicule. Il était âgé de 33 ans.

## Palmarès
- KRC Genk
  - Champion de Belgique en 2011
  - Vainqueur de la Coupe de Belgique en 2009 et 2013
  - Vainqueur de la Supercoupe de Belgique en 2011
- Mamelodi Sundowns
  - Vainqueur de la Supercoupe de la CAF en 2017
  - Champion d'Afrique du Sud en 2018, 2019 et 2020
  - Vainqueur de la Coupe d'Afrique du Sud en 2020